# Bhudevi

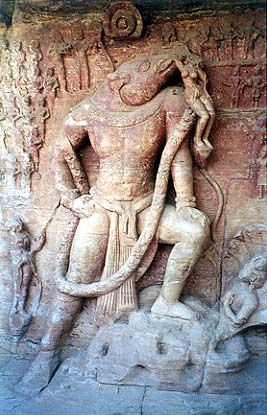
Vishnu in seiner Gestalt als Eber (varaha) holt die Erde in Gestalt der Göttin Bhudevi aus den Tiefen des Urozeans Udayagiri (Madhya Pradesh) (5. Jh.)

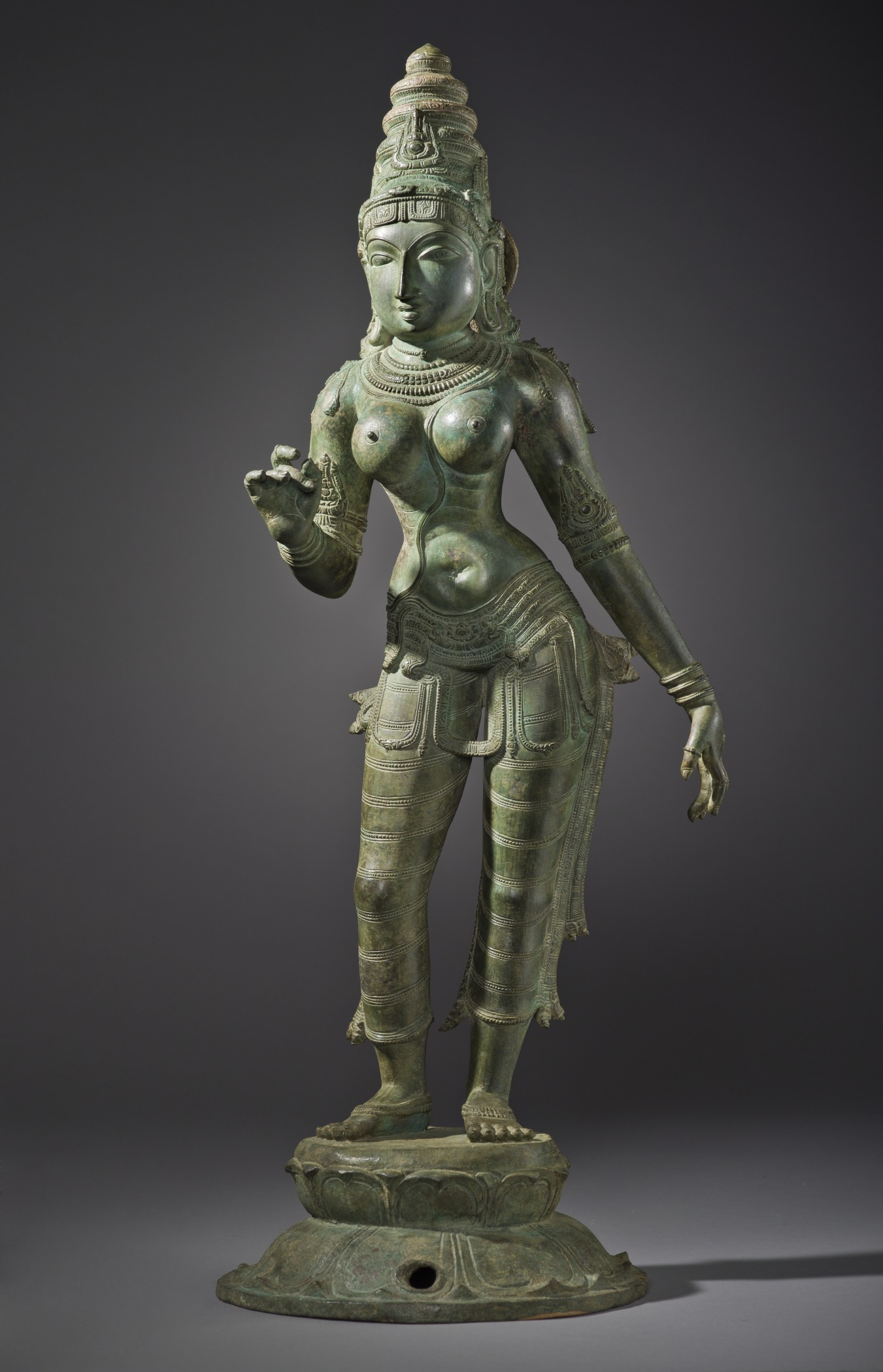
Bhudevi, Chola-Bronze (13. Jh.)

Bhudevi, Bhūmi (Sanskrit: भूमि) oder Bhūmī-Devī (Sanskrit: भूमी देवी) ist in der Glaubenswelt des Hinduismus die göttliche Personifizierung der Mutter Erde. Sie gilt als Tochter Prajapatis sowie als Gemahlin (shakti) Vishnus und wäre somit ein Aspekt bzw. eine Inkarnation der Göttin Lakshmi. Sie ist die Mutter Sitas (Sanskrit: सीता Sītā  = „Ackerfurche“) und des Dämons Naraka.

## Geschichte
Die vedischen Schriften kennen nur Prithivi als Göttin der Erde. Erst in den Puranas und im Ramayana erscheint Bhudevi (oder Bhūmi) unter ihrem neuen Namen.

## Mythos
Laut Varaha-Purana versank die Erde (bhu) einst in den Gewässern der Urzeit. Vishnu nahm daraufhin die Form des Ebers, des mächtigsten Sumpftiers an; als guter Schwimmer tauchte er in den Urozean hinab. Dort tötet er den gefährlichen Dämon (asura) Hiranyaksha, hob auf seinen kolossalen Hauern die Erde in Gestalt der Göttin Bhudevi (Bhūmi) empor und rettete sie somit vor dem Versinken im urzeitlichen Chaos.
In einer anderen Fassung entführte der Dämon Hiranyaksha, der von Brahma Unsterblichkeit erlangt hatte, die Erde in die Tiefen des Urmeeres.
Eine weitere Fassung der Legende berichtet, dass die Erde beim Schöpfungsakt versehentlich in den Urozean fiel, woraufhin Brahma die Hilfe Vishnus erbat, der die Gestalt eines Ebers annahm und Bhudevi bzw. die Welt rettete.

### Das Melken der Erdgöttin
Eine der am häufigsten erzählten Legenden über Bhumi ist ihre Episode mit dem Herrscher der Welt, Prithu. Als Prithu erfährt, dass sein Volk hungert, weil die Erde den größten Teil ihrer Vegetation entzogen hat, verfolgt er sie wütend in ihrer Gestalt als Kuh. Sie unterwirft sich und lässt sich melken, damit die Lebewesen wieder ernährt werden können. Attribute wie Mut, Tapferkeit, Wissen und körperliche Gesundheit der Brahmanen-Weisen sollen von der Erde gemolken worden sein, und auch die Tugenden und Wahrheiten, die Tiere kennzeichnen, können ihr zugeschrieben werden:
"Pṛthu wurde wütend, als er dies hörte, und nahm seinen Bogen Ajagava und mehrere Pfeile, um die Göttin der Erde zu suchen. Die Göttin bekam Angst und floh in der Gestalt einer Kuh. Sie ging zu allen Lokas, aber Pṛthu folgte ihr mit seinem Bogen und seinen Pfeilen überall hin. Endlich wünschte Bhūmidevī, den Pfeilen eines so tapferen Königs zu entkommen, ging zu ihm und sagte zitternd vor Angst: "Oh König, warum versuchst du so hartnäckig, mich zu töten, was die große Sünde von Strīvadha wäre (eine Frau zu töten)." Der Rājā erwiderte, dass es keine Sünde sei, böse Menschen zu töten. Die Göttin fragte, welche Zuflucht es für die Menschen gäbe, wenn die Erde zerstört würde. Der König sagte, dass er sein Volk durch die Kraft seines Yogas beschützen würde. Bhūmidevī war erschrocken und sagte: "Oh König, ich werde dir alles, was ich zerstört habe, in Form von Milch zurückgeben. Deshalb, tugendhaft wie du bist, werde ich dir, wenn du wirklich am Wohlergehen des Volkes interessiert bist, erlauben, mich zu melken und alles zurückzunehmen, was du willst. Bring ein Kalb mit."

### Satyabhama-Avatar
Nachdem er den gewünschten Segen erhalten hatte, wurde Narakasura, Sohn von Bhudevi, arrogant und trunken von seiner Macht. Er begann, Frauen zu fangen und sie mit Gewalt zu seinen Ehefrauen zu machen. So nahm er fast 16.000 Frauen gefangen. Er entriss Indra die Kontrolle über den Himmel, und keine Gottheit konnte ihn aufgrund seiner Gabe besiegen. Narakasura nahm sogar die Ohrringe von Indras Mutter, Aditi, und gab sie seiner Mutter Bhumi. Bhudevi wurde von den Devas gebeten, ihren Sohn zu töten. Sie manifestierte sich auf der Erde als Satyabhama, die Tochter von Satrajit. Satyabhama heiratete Krishna, und das Paar führte Krieg gegen Narakasura. Schließlich enthauptete sie ihn mit dem Sudarshana Chakra ihres Mannes und erfüllte damit die Prophezeiung, dass der Asura nur von seiner Mutter getötet werden könne.

## Darstellung
Bhudevi wird nur selten allein dargestellt. Viel geläufiger und über ganz Indien verbreitet sind ihre Darstellungen auf dem angewinkelten Unterarm oder der Schulter Varahas; manchmal hält sie sich auch an dessen Hauern fest.